# August de Weerth
Peter August de Weerth (* 30. Oktober 1832 in Elberfeld (heute Stadtteil von Wuppertal); † 6. Januar 1885 ebenda) war ein deutscher Bankier.

## Leben
August de Weerth entstammte einer alten Elberfelder Bürgerfamilie. Nach Besuch des Gymnasiums in Elberfeld (1844–1849) und Abitur daselbst studierte er an der Universität Heidelberg Rechtswissenschaften und wurde dort 1852 Mitglied des Corps Suevia. Nach Abschluss des Studiums kehrte er nach Elberfeld zurück und betätigte sich als Jurist und Bankier. Hier gehörte er 1871 zu den Gründern der Bergisch-Märkischen Bank, deren 1. Direktor er wurde. Er war Elberfelder Stadtverordneter.